# Menesida atricolor
Menesida atricolor är en skalbaggsart som först beskrevs av Maurice Pic 1925.  Menesida atricolor ingår i släktet Menesida och familjen långhorningar. Inga underarter finns listade i Catalogue of Life.